# Bulgarische Eishockeyliga 1993/94
Die Saison 1993/94 war die 42. Spielzeit der bulgarischen Eishockeyliga, der höchsten bulgarischen Eishockeyspielklasse. Meister wurde zum insgesamt achten Mal in der Vereinsgeschichte der HK Slawia Sofia.

## Modus
In der Hauptrunde absolvierte jede der vier Mannschaften insgesamt 15 Spiele. Der Erstplatzierte der Hauptrunde wurde Meister. Für einen Sieg erhielt jede Mannschaft zwei Punkte, bei einem Unentschieden gab es einen Punkt und bei einer Niederlage null Punkte.

## Hauptrunde
|    | Klub                         | Sp | S  | U | N  | Tore   | Punkte |
| -- | ---------------------------- | -- | -- | - | -- | ------ | ------ |
| 1. | HK Slawia Sofia              | 15 | 15 | 0 | 0  | 157:39 | 30     |
| 2. | HK Lewski Sofia              | 15 | 10 | 0 | 5  | 159:62 | 20     |
| 3. | Metallurg Pernik             | 15 | 4  | 1 | 10 | 75:162 | 9      |
| 4. | HK ZSKA Sofia/Akademik Sofia | 15 | 0  | 1 | 14 | 43:171 | 1      |

Sp = Spiele, S = Siege, U = unentschieden, N = Niederlagen, OTS = Overtime-Siege, OTN = Overtime-Niederlage, SOS = Penalty-Siege, SON = Penalty-Niederlage